# Фридрих Адолф Емил фон Брокдорф
Фридрих Адолф Емил фон Брокдорф (на немски: Friedrich Adolf Emil Graf von Brockdorff; * 9 май 1849, Клеткамп, Шлезвиг-Холщайн; † 15 април 1906, Клеткамп) е граф от род фон Брокдорф.

## Произход и наследство
Той е третият син на граф Хайнрих Кристиан Фридрих фон Брокдорф (1808 – 1880) и фрайин Шарлота Каролина Цецилия фон Гроте (1810 – 1871). Внук е на датския камерхер граф Лудвиг Ахац фон Брокдорф (1760 – 1820) и втората му съпруга фрайин Ида фон Бюлов (1780 – 1842)
През 1612 г. имението Клеткамп отива чрез женитба на род Брокдорф, който до днес живее там.

## Фамилия
Фридрих Адолф Емил фон Брокдорф се жени за графиня Густава Сузана Берта фон Платен Халермунд (* 23 февруари 1865, Фридерикенхоф; † 12 декември 1937, Потсдам), дъщеря на граф Георг Адолф Ханс Август фон Платен Халермунд (1827 – 1881) и Елиза Вилхелмина Хермина фон Варнщет (1827 – 1909). Те имат пет деца:
- Елизабет Юлиана Шарлота фон Брокдорф (* 30 май 1886, Клинкен; † 6 януари 1955, Франкфурт), графиня, омъжена за Фридрих Генте (* 25 юли 1873; † 1946)
- Кай-Бертрам Вилхелм Георг фон Брокдорф (* 19 април 1888, Клинкен; † 4 септември 1945, Любек), граф, женен за Доротея фон Меерхаймб (* 1 март 1900; † 18 февруари 1964); имат две деца
- Шарлота Агнес Ида фон Брокдорф (* 7 октомври 1889, Клеткамп; † 25 септември 1960, Мюнхен), графиня, омъжена за Гюнтер Щапенхорст (* 25 юни 1883; † 2 февруари 1976)
- Фридрих Густав Конрад фон Брокдорф (* 25 май 1891, Клеткамп; † 1 януари 1944, Аграм), барон, женен I. за Ерна фон Преетцман (* 8 април 1895), II. на 11 юни 1938 г. в Пазевалк за Еренгард фон Кнобелсдорф (* 22 октомври 1900) и имат три дъщери
- Георге Хенинг Вилхелм фон Брокдорф (* 23 юни 1893, Клеткамп; † 19 април 1960, Зелб, О. Франкен), барон, женен I. за Едит Графе (* 22 март 1887; † 9 ноември 1977), II. на 26 ноември 1937 г. в Берлин за Илза Бьокинг (* 20 юли 1911); има общо три сина